# Lațcu
I. Bogdánt, az önálló moldvai fejedelemség megalapítóját fia, Lackó követte (1365–1373). Uralkodásából csak annyi ismeretes, hogy akkor Szeret városában katolikus püspökséget alapítottak. A katolikus hittérítés Moldvában nyomban a tatárok távozása után megkezdődött. VI. Kelemen pápa az egykori kun püspökséget, amely a mongol betörés után megszűnt, mint milkói püspökséget (a Moldva és Havasalföld közötti Milkov patakról lett elnevezve) már 1347-ben helyreállíttatja, és megbízza a kalocsai érseket, hogy a magyar király káplánját, Nempti Tamást, milkói püspöknek szentelje föl. Mikor Bogdán magához ragadta az uralmat Moldvában, Szereten két Ferencz-rendi szerzetes vértanúságot szenvedett (1349). Bogdán, a katolikus magyarok engesztelhetetlen ellensége alatt, úgy látszik, nem történt további kísérlet a moldvaiaknak a katolikus egyházba való térítésére. De utóda, Lackó idején ismét két térítő, Melsak Miklós és Schweidnitzi Pál minorita jelentkezik Szereten, és meg is tudta a vajdát a római egyháznak nyerni. Lackó közölte rajtuk keresztül a pápával, hogy népével együtt a római egyházba akar térni és arra kérte, hogy állítson katolikus püspökséget Szereten, amelyet ezért városi rangra is emelne. Ugyanekkor megtudjuk, hogy addig Moldva a halicsi görög püspökségnek (1371 óta érsekségnek) volt egyházilag alárendelve és azt is, hogy Lackó a halicsi egyházmegyéből ki akarta országát hasítani.
V. Orbán szívesen vette a moldvai fejedelem ajánlatát és 1370-ben utasította a prágai érseket és a boroszlói és krakkói püspököket, fogadják be Moldva fejedelmét és népét a római egyház kebelébe, vegyék ki az országot a halicsi püspökség kötelékéből és alapítsanak Moldvában, a városi rangra emelendő Szereten külön püspökséget. Egyszersmind megbízta őket, hogy a püspökség betöltésénél Lackó jelöltjét, Krakkói András minoritát támogassák, és ha méltó rá, őt nevezzék ki püspöknek. 1371. március 9-én Krakkói Andrást szereti püspökké szentelték és elfoglalta püspöki székét, Lackó pedig népe egy részével ünnepélyesen a római egyházba tért át. Ugyanebben az évben XI. Gergely egy milkói püspököt is kinevezett, Budai Miklóst, a püspökség szülöttét, amely püspökség korábban kevéssel 1347 után megszüntette a működését. Így Lackó alatt a katolikus térítés sikert aratott Moldvában.
Az ok, mely Lackót vallásváltoztatásra indította, főként politikai lehetett. Róma védelme alatt remélhette, hogy a magyar és a lengyel részről rossz szemmel nézett fiatal fejedelemsége megszilárdul, és viszonya a szomszéd hatalmakhoz javulni fog. Másrészt a halicsi püspökségtől való függetlenedés döntő lépés volt a fejedelemség egyházi és politikai önállósítása terén. Jellemző, hogy a pápa utasítása a szereti püspökség alapítása ügyében a prágai érsekhez és a lengyel püspökhöz, nem pedig valamelyik magyarországi érsekhez lett intézve, mint azt a korábbi szokások és a magyar koronának Moldvára vonatkozó követelései indokolták volna. Nem kevésbé jellemző továbbá, hogy maga Lackó is egy krakkói papot szemelt ki püspöknek. De az áttérésében Lackót személyes érdek is vezette. A vallásváltoztatással ki akarta eszközölni a nejétől való válást, amire az ösztönözhette, hogy házassága magtalan maradt. De ezt az óhaját a római egyház éppen olyan kevéssé teljesítette, mint a görög. XI. Gergely pápa 1372. január 25-i levelében épp ellenkezőleg arra inti, tartsa meg szentül a házassági fogadalmát, és igyekezzen nejét is a római egyházba téríteni. Ez az utolsó feljegyzés, amely Lackóról eddig ismeretes. 1374 júliusában már más fejedelme van Moldvának. Lackó, aki a moldvai krónikák szerint nyolc évig uralkodott, fiúutód nélkül halt meg, és a rádóci görög kolostortemplomban, atyja, Bogdán, mellé lett eltemetve, ahol sírfelirata a halálozás éve nélkül most is megvan.
Lackót a besztercei zárda fejedelem-diptychonja szerint a krónikákban nem említett Kosztea vajda, a Muszat uralkodó család megalapítója követte, amely család 1527-ig (házasságon kívüli utódaival 1595-ig) ült a trónon, és a legjelesebb fejedelmeit adta az országnak. A diptychonban, amely istentiszteleteknél és halotti miséknél az elhunyt fejedelmek emlegetésére szolgált, ez van írva: „Emlékezzél, urunk, ez ország igazhitű uralkodóiról; Bogdán vajdáról, Lackó vajdáról, Kosztea vajdáról”, stb. E forrás régisége és rendeltetése nem enged kétséget hitelessége iránt. Kosztea fiának, Románnak, Lackó leányával, Anasztáziával kötött házassága rokoni kapcsolatot létesített a régi és az új fejedelmi család közt. A Muszat nemzetség, amint Koszteát és fiait nevezik, nem Máramarosból származott, ahol ezzel a névvel sehol sem lehet találkozni, hanem valószínűleg Havasalföldről, melynek uralkodóival, a Baszarab családdal állt rokonságban. A névnek határozottan déli román a hangzása (musat a macedo-román nyelvben annyi, mint szép) és Havasalföldön, valamint Dél-Moldvában a helynevek közt is előfordul.